# Coronigoniella ruficaput
Coronigoniella ruficaput är en insektsart som beskrevs av Walker 1851. Coronigoniella ruficaput ingår i släktet Coronigoniella och familjen dvärgstritar. Inga underarter finns listade i Catalogue of Life.